# Cesta (film, 1954)
Cesta (italijansko La strada) je italijanski dramski film iz leta 1954, ki ga je režiral Federico Fellini po scenariju, napisanem skupaj z Tulliom Pinellijem in Enniom Flaianom. Zgodba prikazuje mlado in preprosto dekle Gelsomino (Giulietta Masina), ki jo od matere odkupi surov in močan Zampanò (Anthony Quinn) in jo vzame s seboj na turnejo po okoliških naseljih. 
Fellini je film označil za »popoln katalog svojega mitološkega sveta in nevarni prikaz svoje identitete, podan brez predsodkov«. Zaradi tega je film zahteval več časa in napora od ostalih njegovih predhodnih ali poznejših filmov. Razvojni proces je bil dolg in naporen. Tudi med produkcijo se je ubadal s finančno negotovostjo, težavnim izborom igralcev in številnimi zamudami. Tik pred koncem snemanja je doživel še živčni zlom, ki je zahteval bolnišnično zdravljenje. 
Prvotne ocene kritikov so bile slabe in prikaz filma na Beneškem filmskem festivalu je sprožil javno debato med Fellinijevimi zagovorniki in nasprotniki. Sodobni kritiki ga ocenjujejo za »enega najpomembnejših filmov vseh časov«, kot ga je označil Ameriški filmski inštitut. Osvojil je prvega oskarja za najboljši tujejezični film leta 1957. Britanski filmski inštitut ga je leta 1992 uvrstil med 10 najboljših filmov v zgodovini po izboru filmskih režiserjev.

## Vloge
- Giulietta Masina kot Gelsomina
- Anthony Quinn kot Zampanò
- Richard Basehart kot Il Matto
- Aldo Silvani kot Il Signor Giraffa
- Marcella Rovere kot La Vedova
- Livia Venturini kot La Suorina